# جرج رابرت گری

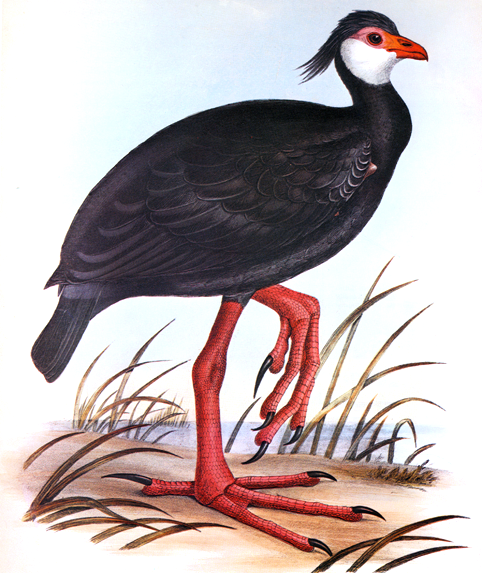
ترسیمی از یک پرنده کشیده شده در کتاب گری به نام سرده‌های پرندگان

جرج رابرت گری (به انگلیسی: George Robert Gray) – به دنیا آمده در ۸ ژوئیه ۱۸۰۸ و مرگ در ۶ مه ۱۸۷۲ – جانورشناس انگلیسی، نویسنده، رئیس بخش وابسته به پرنده‌شناسی در موزه بریتانیا، و چهل و یک سال رئیس موزه تاریخ طبیعی لندن بود. برادر کوچکتر او، جان ادوارد گری، و پسرش ساموئل فدریک گری گیاه‌شناس بودند. جرج رابرت گری جانوران مهمی از جمله پنگوئن امپراتور را توصیف کرد.